# Heinrich von Döring
Heinrich Ernst August Ferdinand von Döring (* 17. Januar 1805 in Segeberg; † 12. Juni 1880 in Setzin) war ein deutscher Verwaltungsbeamter in dänischen Diensten und mecklenburgischer Gutsbesitzer.

## Leben
Heinrich von Döring war ein Sohn von Ernst August von Döring (1767–1850) und seiner Frau Louise Henriette, geb. von Döring (1770–1845).
1839 wurde er zum Amtmann im Amt Cismar ernannt. Dieses Amt verwaltete er 21 Jahre lang bis 1860. Sein Nachfolger wurde Cay Lorenz von Brockdorff (Landrat).
Ende 1853 erwarb er das mecklenburgische Gut Setzin von Friedrich Adolph Gottlieb von Eyben und ein Jahr später von diesem auch den Hof Ruhetal (heute Ortsteil von Setzin). Um 1860, wohl im Zusammenhang mit seiner Pensionierung, ließ er in Setzin ein neues Gutshaus im neugotischen Stil auf den Fundamenten des barocken Vorgängerbaues von 1701 erbauen. Das Haus ist erhalten, die gesamte neugotische Fassadengestaltung wurde jedoch 1959 beseitigt.
Er war seit 1840 verheiratet mit Sophie Henriette Juliane, geb. Gräfin von Brockdorff aus dem Haus Kletkamp (* 27. Juni 1819; † 8. August 1884). Von den Kindern des Paares erbte Adolf Heinrich Carl Ferdinand (Heino) von Döring (*  6. Januar 1848 in Cismar; † 6. September 1920 in Celle) Setzin und Ruhetal und wohnte in Setzin bis 1901; Charlotte (* 1845) heiratete Joachim Werner Graf von Bülow auf Kühren.

## Auszeichnungen
- Dannebrogorden, Ritter (1842)
- Johanniterorden, Ehrenritter (1862)[3]